# I Greci d'occidente
I Greci d'occidente è un saggio realizzato da Valerio Massimo Manfredi insieme a Lorenzo Braccesi, uscito nel 1996 da Mondadori e più volte ristampato, sia negli Oscar che come allegato a Il Giornale.

## Edizioni
- Valerio M. Manfredi con Lorenzo Braccesi, I greci d'Occidente, Il giornale, Milano c1996
- Valerio Massimo Manfredi, Lorenzo Braccesi, I greci d'Occidente, A. Mondadori, Milano 1996
- Valerio Massimo Manfredi con Lorenzo Braccesi, I greci d'Occidente  Oscar Mondadori, Milano 2000
- Valerio Massimo Manfredi, Lorenzo Braccesi, I greci d'occidente: L'affascinante avventura degli uomini che fondarono la nostra civiltà, Oscar Mondadori, Milano 2018